# Astro QJ
Astro QJ（前名Astro全佳HD）是马来西亚Astro以华语播放的最新精选综艺资讯节目频道，全天候24小时播出。该频道主要播出来自中国大陸和香港纪录片、资讯节目、综艺节目等等。该频道备有中文、英文及马来文字幕服务。

## 簡介
2013年1月13日，Astro全佳HD开播，开播初期以联播Astro AEC的节目和华语电视剧集为主的频道。次年Astro AEC高清版本开播后AEC的节目移至Astro AEC HD频道播出。
2015年，Astro全佳HD与湖南广播电视台的湖南卫视、金鹰纪实和芒果TV為主力合作服务对象，以播出芒果系节目为主（自2021年10月下旬终止Astro合作，而转为首要媒体集团合作，2023年10月27日再次与Astro合作 ）。与此同时，Astro全佳HD亦购买了浙江卫视、优酷、爱奇艺和东方卫视部分节目的在大马地区的首播权。自Astro与爱奇艺联合开办的爱奇艺频道于2019年7月17日启播后，爱奇艺的节目和剧集被优先安排在另外频道播出，此频道不再播出。

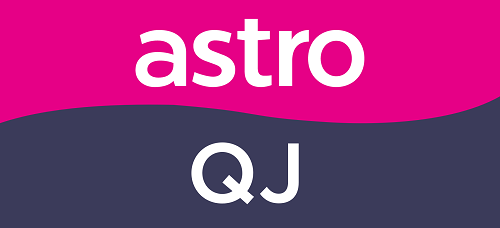
Astro QJ頻道之前標誌（2023年8月28日至2024年11月14日）

2023年8月28日，Astro全佳HD正式更名为Astro QJ。

## 播放节目

### 曾播节目
Astro全佳HD所播放的综艺节目大多来自湖南广播电视台旗下的湖南卫视、金鹰纪实和芒果TV（2021年10月下旬终止合作, 2023年10月27日再次合作，为期1年。2025年1月1日再次合作）
- 快乐大本营
- 快乐中国湖南卫视跨年演唱会
- 湖南卫视春节联欢晚会
- 元宵喜乐会
- 亲爱的客栈
- 我是歌手/歌手[1]
- 你好，星期六

### 其他电视商播放节目
- 奔跑吧（浙江卫视）
- 梦想的声音（浙江卫视）
- 中国好声音 （浙江卫视）
- 热血街舞团（爱奇艺）
- 奇葩说（爱奇艺）
- 小姐姐的花店（爱奇艺）
- 技惊四座（广东卫视）

### 已停播/撤出
- 天天向上
- 全员加速中（湖南卫视本身已停播）
- 爸爸去哪儿（湖南卫视、芒果TV本身已停播）
- 非凡搭档（江苏卫视本身已停播）
- 明星大侦探

## 外部連結
- Astro QJ的Facebook專頁
- Astro QJ每月节目表 （页面存档备份，存于）